# سید جلال رافخایی
سید جلال رافخایی (زادهٔ ۴ اردیبهشت ۱۳۶۳) بازیکن سابق و مربی فوتبال اهل ایران است.

## آقای گلی لیگ برتر
او در فصل ۹۲-۱۳۹۱ که عضو تیم ملوان بندر انزلی بود، با به ثمر رساندن ۱۹ گل، به عنوان آقای گلی مسابقات لیگ برتر نیز دست یافت.

## تیم ملی
سید جلال رافخایی اولین بار توسط علی دایی در سال ۲۰۰۸ به تیم ملی فوتبال ایران دعوت شد. او اولین بازی ملی خود را در تاریخ ۱۷ مرداد ۱۳۸۷ مقابل تیم ملی فلسطین انجام داد که اولین گل ملی خود را هم در این مسابقه به ثمر رساند.

### گل‌های بین‌المللی
| # | تاریخ         | مکان                | حریف   | گل  | نتیجه | رقابت                        |
| - | ------------- | ------------------- | ------ | --- | ----- | ---------------------------- |
| ۱ | ۱۷ مرداد ۱۳۸۷ | ورزشگاه تختی٬ تهران | فلسطین | ۳-۰ | ۳-۰   | مسابقات فوتبال غرب آسیا ۲۰۰۸ |
| ۲ | ۲۱ مرداد ۱۳۸۷ | ورزشگاه تختی٬ تهران | قطر    | ۵-۱ | ۶-۱   | مسابقات فوتبال غرب آسیا ۲۰۰۸ |

## افتخارات
باشگاهی
- لیگ قهرمانان آسیا
- نایب قهرمانی در لیگ قهرمانان آسیا ۲۰۱۰ به همراه تیم ذوب‌آهن اصفهان

ملی
- قهرمانی فوتبال غرب آسیا
- قهرمانی در مسابقات فوتبال غرب آسیا ۲۰۰۸ به همراه تیم ملی فوتبال ایران

فردی
- آقای گل لیگ برتر ۹۲-۱۳۹۱ به همراه تیم ملوان بندر انزلی با ۱۹ گل